# Idaea sanctaria
Idaea sanctaria là một loài bướm đêm trong họ Geometridae.